# کندیس گلاور
کندیس گلاور (به انگلیسی: Candice Glover) (زاده ۲۲ نوامبر ۱۹۸۹)بازیگر و خواننده آمریکایی است.
او برنده فصل دوازدهم امریکن آیدل شد.